# Contrada Porrello
Porrello è una contrada situata tre chilometri ad est di Pozzallo, ma rientra all'interno dei confini amministrativi del comune di Ispica, in provincia di Ragusa. La zona è caratterizzata da una bassa altura che domina il corso terminale del torrente Busaitone. Quest'ultimo scorre dalla Cava d'Ispica fino alla foce tra le contrade di Bove Marino e Santa Maria del Focallo. Dalla zona provengono frammenti ceramici di età arcaica (VII-VI secolo a.C.), che hanno fatto avanzare l'ipotesi di un emporion finalizzato alla gestione di  scambi commerciali tra greci e indigeni della zona. Ad epoca tardoantica risale una necropoli costituita da due ipogei con arcosoli monosomi e polisomi e da tombe a fossa.